# Museu Nacional Suíço
O Museu Nacional Suíço (MNS; em alemão:  Landesmuseum) é na realidade formado por um conjunto de museus espalhados pela Suíça que dependem directamente do Departamento Federal do Interior (DFI).  O seu objectivo é de realizar exposições destinada a mostrar a história cultural da Suíça desde as épocas mais recuadas até aos nossos dias  . O primeiro foi o Landesmuseum de Zurique.

## História
Foi ainda no tempo da República Helvética, nos anos 1700, que surgiu a ideia de um Museu Nacional Suíço destinado a reunir e preservar os bens culturais ameaçados. Só na segunda metade do século XIX esta ideia de museus locais e cantonais e a ideia de conservar o património, a descoberta crescente de vestígios arqueológicos, aumentou junto ao público e obrigou a confederação a agir.
O grande impulso veio do sucesso da secção de arte antiga na Exposição Nacional Suíça (1883) e logo em 1890 a ideia ressurge, pelo que o arquitecto Gustav Gull cria um género de castelo que reúne vários estilos locais e o Landesmuseum é aberto ao público em 1898, principalmente com colecções da cidade de Zurique, onde tinha sido edificado. Os pontos fortes eram a arqueologia, a vida na Idade Média e a arte aplicada.
Em 1912 o MNS vê-se confiado a gestão do Castelo de Wildegg que tinha sido dado à Confederação Helvética e depois da Segunda Guerra Mundial a instituição ocupou-se de outros sítios como; em 1976 da sala de exposições na casa da corporação de  Mésange e do Museu de Bärengasse, ambas em Zurique; em 1978, do Museu Suíço das Fronteiras, em Cantine di Gandria; em 1990, do Museu dos Autómatos com Música, em Seewen (SO).
Foi inaugurado em 1995 o Forum da História Suíça, em Schwyz que apresenta os primeiros séculos da confederação, e o  Castelo de Prangins, que foi oferto à Confederação pelo Cantão de Vaud e pelo Cantão de Genebra tornou-se em 1998 a antena Suíça romanda do MNS, e apresenta obras do XVIII et XIX séculos.

## Imagens

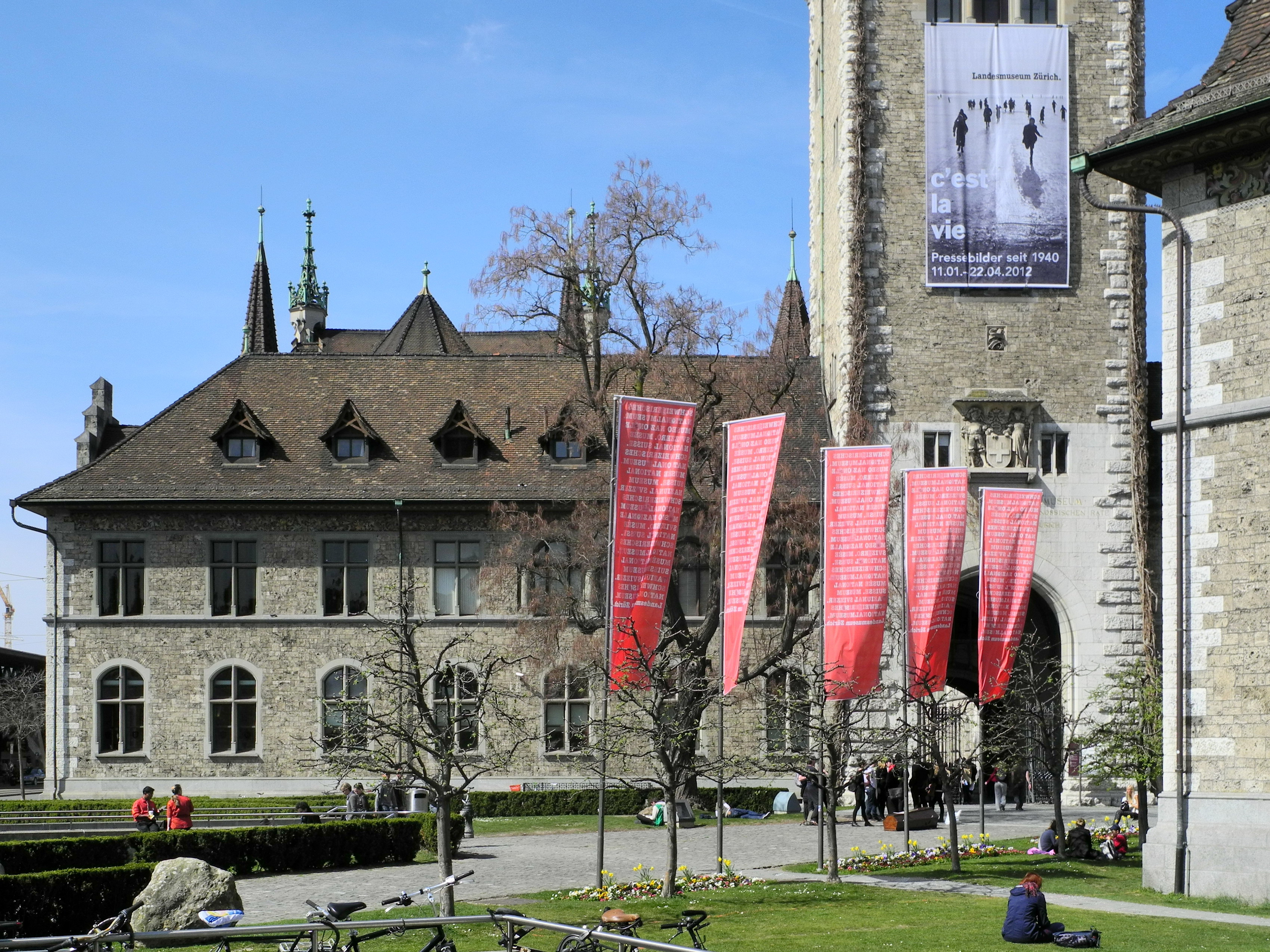
Museu Nacional, em Zürich
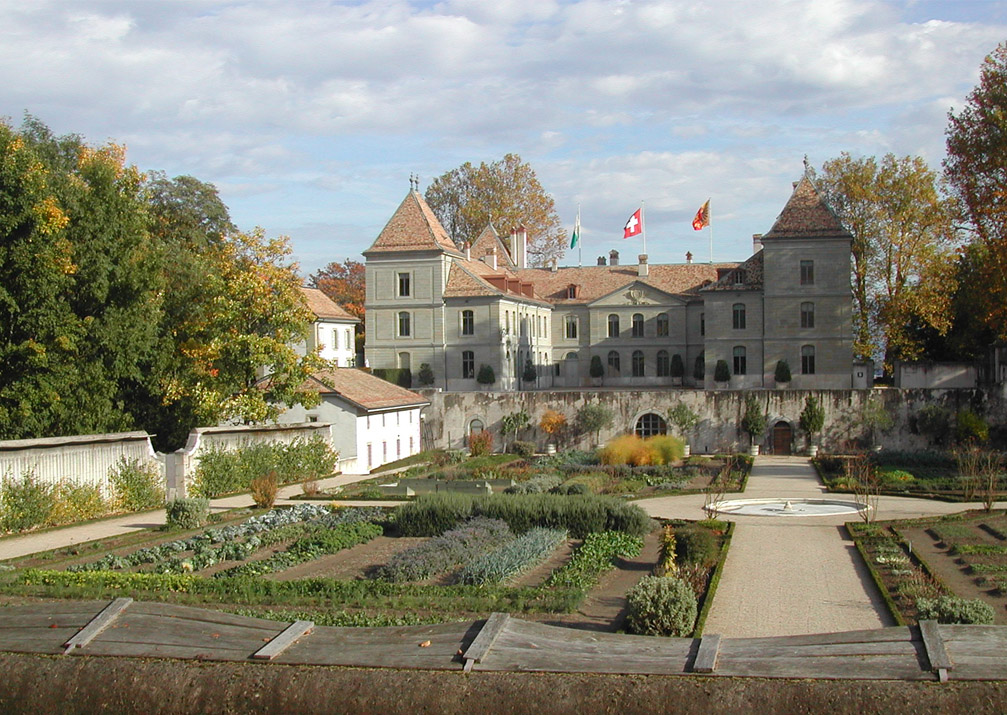
Castelo de Prangins
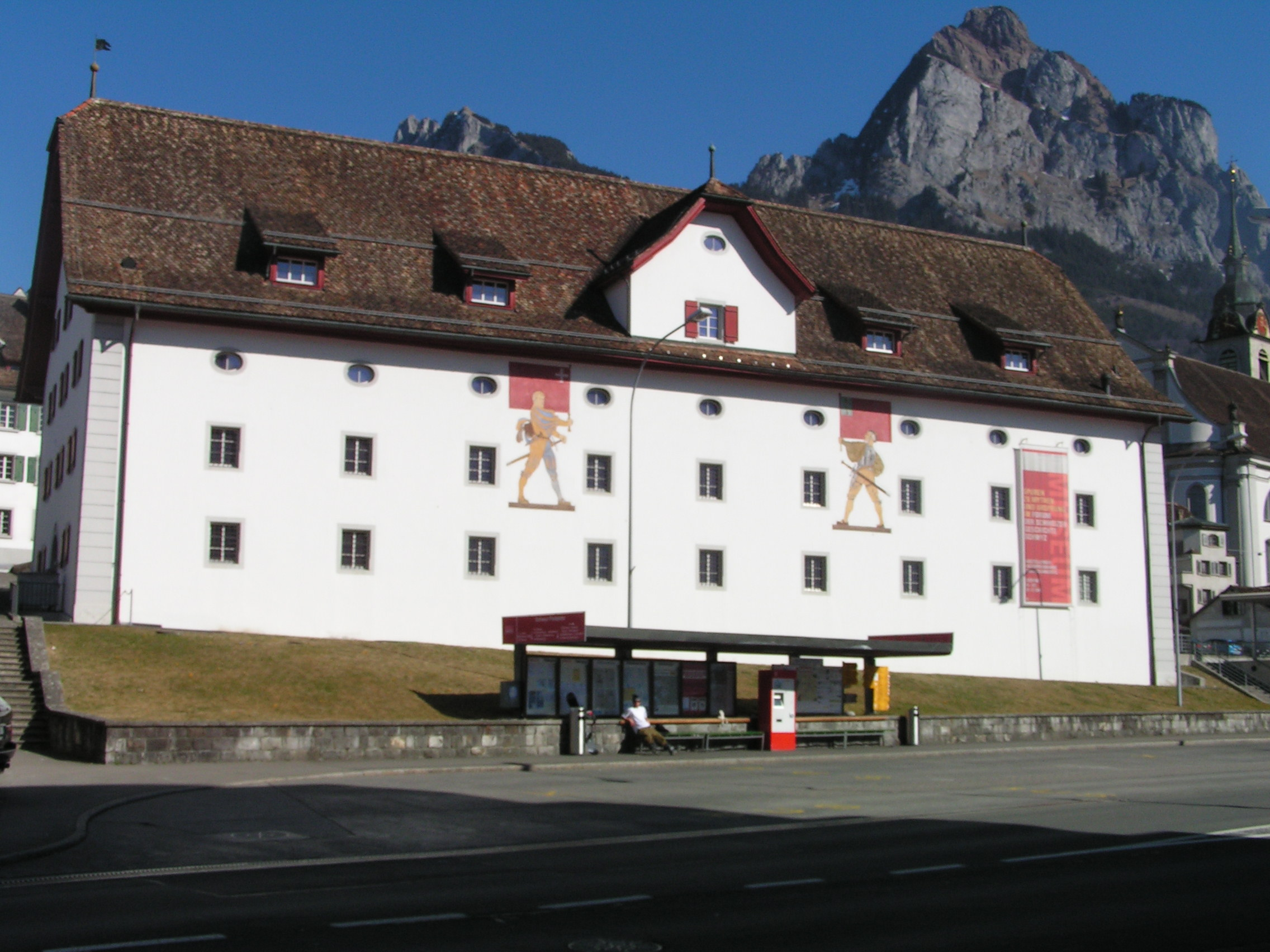
Forum de Schweyz

Conjunto de imagens nos "Commons"
- Media relacionados com MNS-:Landesmuseum em Zürich no Wikimedia Commons
- Media relacionados com  MNS-  Château de Prangins no Wikimedia Commons
- Media relacionados com MNS- Forum Schweizer no Wikimedia Commons